# Aartsbisdom Ottawa-Cornwall
Het aartsbisdom Ottawa-Cornwall (Latijn: Archidioecesis Ottaviensis-Cornubiensis) is een rooms-katholiek aartsbisdom met zetels in Ottawa en Cornwall, in Canada. De aartsbisschop van Ottawa-Cornwall is metropoliet van de kerkprovincie Ottawa-Cornwall, waartoe ook de volgende suffragane bisdommen behoren:
- Hearst-Moosonee
- Pembroke
- Timmins

## Geschiedenis
Het aartsbisdom werd opgericht op 25 juni 1847, als bisdom Bytown, uit delen van de bisdommen Kingston, Montréal, North-West en Toronto, en was suffragaan aan het aartsbisdom Québec. Op 14 juni 1860 veranderde het van naam naar bisdom Ottawa. Op 8 juni 1886 werd het verheven tot aartsbisdom, en op 10 mei 1887 werd het een metropolitaan aartsbisdom. Op 14 januari 2016 werd aartsbisschop Terrence Thomas Prendergast van Ottawa, benoemd tot apostolisch administator van het bisdom Alexandria-Cornwall, waarna hij op 27 april 2018 tevens benoemd werd tot bisschop van Alexandria-Cornwall in persona episcopi. Op 6 mei 2020 werd het aartsbisdom samengevoegd met het bisdom Alexandria-Cornwall en veranderde van naam naar aartsbisdom Ottawa-Cornwall. De laatste bisschop van Alexandria-Cornwall, Marcel Damphousse, werd diezelfde dag benoemd tot coadjutor en volgde later dat jaar Prendergast op als aartsbisschop.

## Parochies
Het aartsbisdom had in 2021 een oppervlakte van 7.108 km2 en telde 967.260 inwoners waarvan 48,1% rooms-katholiek was.

## Ordinarii

### Bisschoppen
- Joseph-Eugène-Bruno Guigues (9 Jul 1847 Appointed - 8 Feb 1874 Died)

### Aartsbisschoppen
- Joseph-Thomas Duhamel (1 september 1874 - 5 juni 1909)
- Charles Hugh Gauthier (6 september 1910 - 19 januari 1922)
- Joseph-Médard Émard (2 juni 1922 - 28 maart 1927)
- Joseph-Guillaume-Laurent Forbes (29 januari 1928 - 22 mei 1940)
- Alexandre Vachon (22 mei 1940 - 30 maart 1953; coadjutor sinds 11 december 1939)
- Marie-Joseph Lemieux (20 juni 1953 - 16 september 1966)
  - Maxime Tessier (hulpbisschop: 28 mei 1951 - 22 december 1953)
  - Paul-Émile Charbonneau (hulpbisschop: 15 november 1960 - 21 mei 1963)
  - Joseph Raymond Windle (hulpbisschop: 15 november 1960 - 23 januari 1969)
  - René Audet (hulpbisschop: 21 mei 1963 - 3 januari 1968)
- Joseph-Aurèle Plourde (2 januari 1967 - 27 september 1989)
  - John Michael Beahen (hulpbisschop: 5 mei 1977 - 14 maart 1988)
  - Gilles Bélisle (hulpbisschop: 5 mei 1977 - 19 augustus 1993)
  - Brendan Michael O’Brien (hulpbisschop: 6 mei 1987 - 5 mei 1993)
- Marcel André Joseph Gervais (27 september 1989 - 14 mei 2007; coadjutor sinds 13 mei 1989)
  - Paul Marchand (hulpbisschop: 31 mei 1993 - 8 maart 1999)
  - Frederick Joseph Colli (hulpbisschop: 19 december 1994 - 2 februari 1999)
- Terrence Thomas Prendergast (14 mei 2007 - 4 december 2020)
  - Christian Heribert Riesbeck (hulpbisschop: 7 januari 2014 - 15 oktober 2019)
- Marcel Damphousse (4 december 2020 - heden; coadjutor sinds 6 mei 2020)
  - Yvan Mathieu (hulpbisschop: 17 maart 2022 - heden)

## Galerij van afbeeldingen

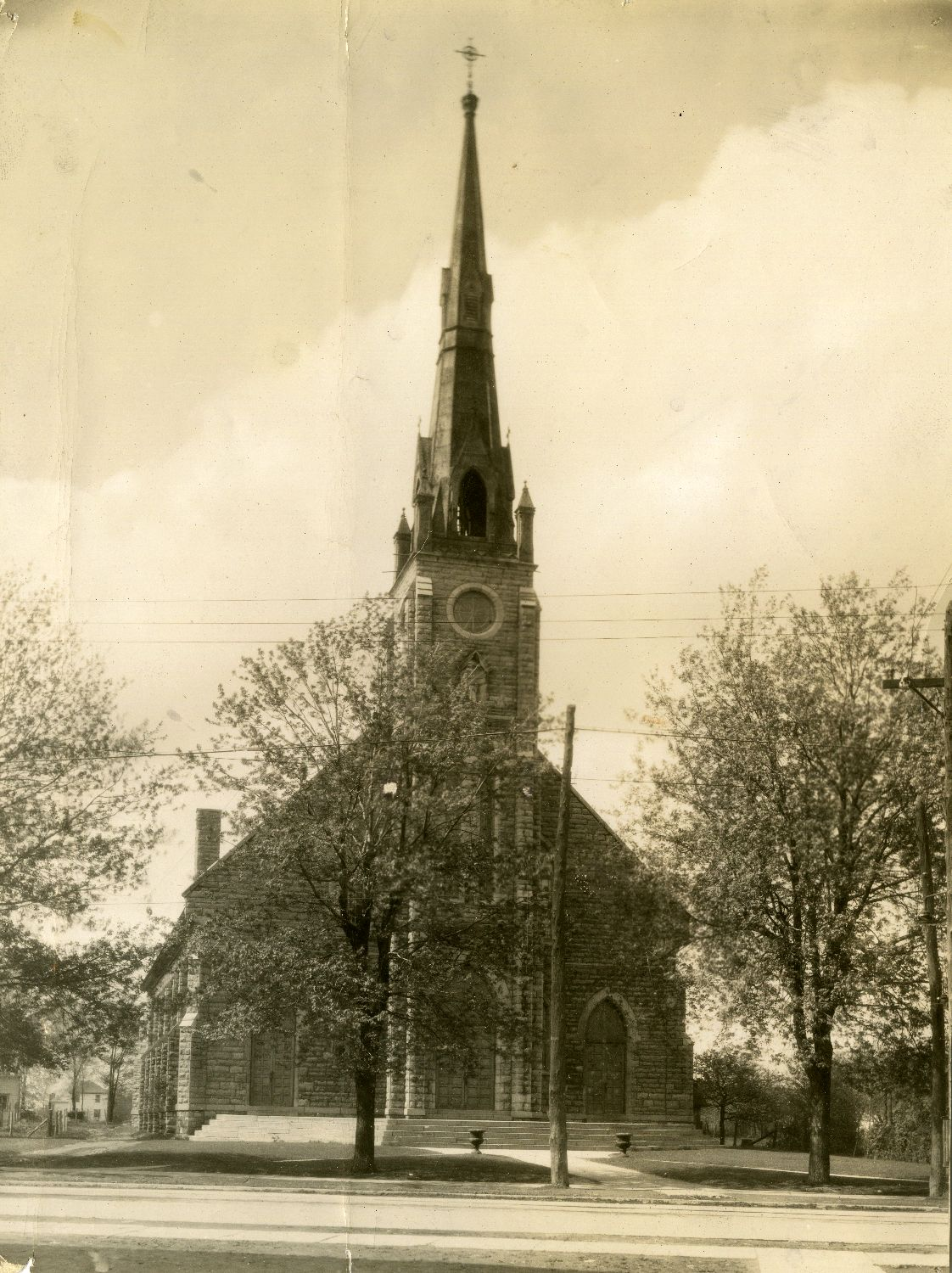
Cokathedraal van Cornwall in 1920
Kerkprovincie Ottawa-Cornwall op een kaart van de Canadese bisdommen

Ottawa-Cornwall (aartsbisdom) · Hearst-Moosonee · Pembroke · Timmins